# USS America (CV-66)
USS America (CVA/CV-66) var en av fyra hangarfartyg av Kitty Hawk-klass byggda för den amerikanska flottan på 1960-talet. 
Hon var i tjänst från 1965 till 1996. Fartyget säktes i maj 2005 under ett vapentest i Atlanten.

## Bakgrund
Hon togs i tjänst 1965 och hon tillbringade större delen av sin karriär i Atlanten och Medelhavet, men gjorde tre vändor i Stilla havet när hon tjänstgjorde i Vietnamkriget. Hon deltog också i operationerna Desert Shield och Desert Storm. Hon avgick tidigt på sin sista resa i september 1995 och korsade Atlanten på tre dagar istället för de vanliga sex dagar genom en konvergens av tre orkaner och flera tropiska stormar, för att komma fram till sin gruppering utanför Bosnien-Hercegovina för att inleda ett snabbt bombningsanfall som svar på ett brutalt inbördeskrig och rapporter om etnisk rensning.
Hon avslutade sin sista resa genom operationer i Adriatiska havet i stöd för Operation Deny Flight, Natos flygbombningar i Bosnien och Hercegovina 1995 och Operation Joint Endeavor. På denna historiska sista resa deltog hon också i ett flertal gemensamma utbildningsövningar, inklusive Bright Star, och var kommenderad till Persiska viken och aktade en nödsituation som utbredde sig i Irak och förblev grupperad i flera veckor och stod inför överhängande fara och risken för fientlig eldgivning i stöd för amerikansk-ledda sanktioner och en flygförbjudzon. Uppdraget var kort och hangarfartyget kommenderades tillbaka till Adriatiska havet och anlände utanför forna Jugoslavien när de stridande parterna i konflikten samlades i Paris för undertecknandet av fredsavtalet den 14 december 1995, och fredsgenomförande styrkor strömmade in i regionen. America seglade 7 400 km från Persiska viken till Adriatiska havet på bara nio dagar. 
Hon återvände till Norfolk i januari 1996. Besättningen fördelades över hela flottan eller avfördes och America togs slutligen ur tjänst sommaren 1996.
America var länge det sista amerikanska hangarfartyget som inte fått sitt namn efter en person, och är det första stora hangarfartyget sedan Operation Crossroads 1946 att förbrukas genom vapentester.
År 2005 borrades hon i sank sydost om Cape Hatteras efter fyra veckor av tester, trots stora protester från tidigare besättningsmedlemmar som ville se henne som ett museum.

## Bildgalleri

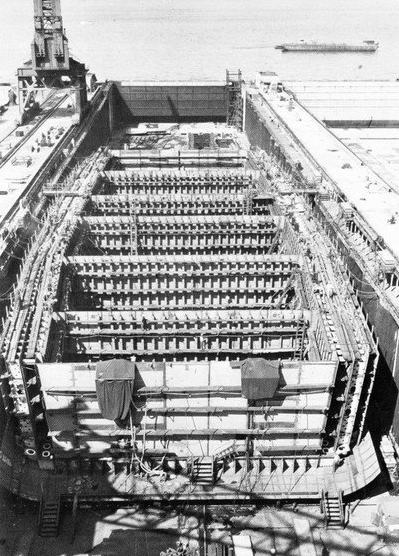
Under byggnad i Newport News 1961.
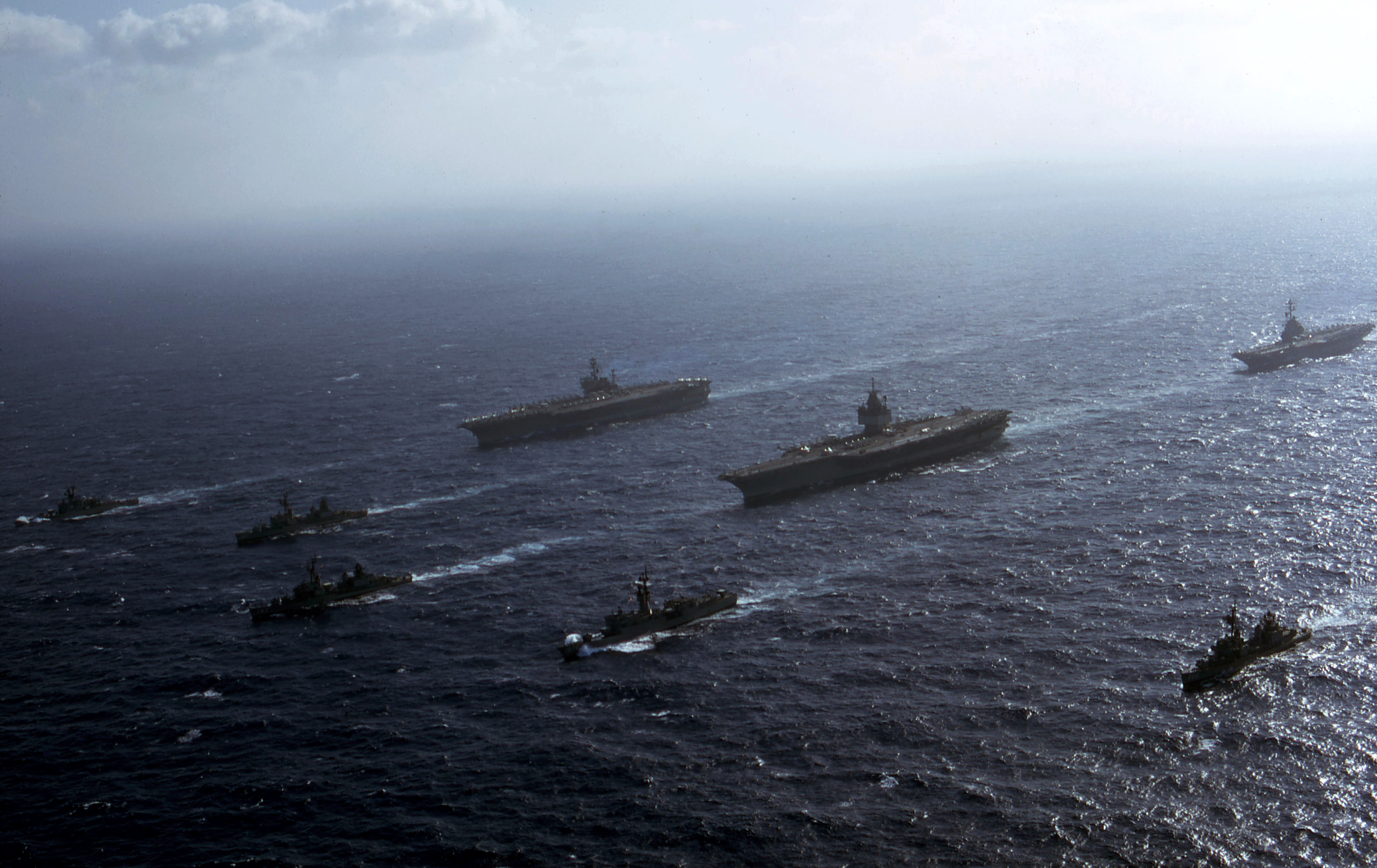
USS America (fram längst från kameran) tillsammans med USS Enterprise och USS Oriskany i Sydkinesiska havet, 28 januari 1973.
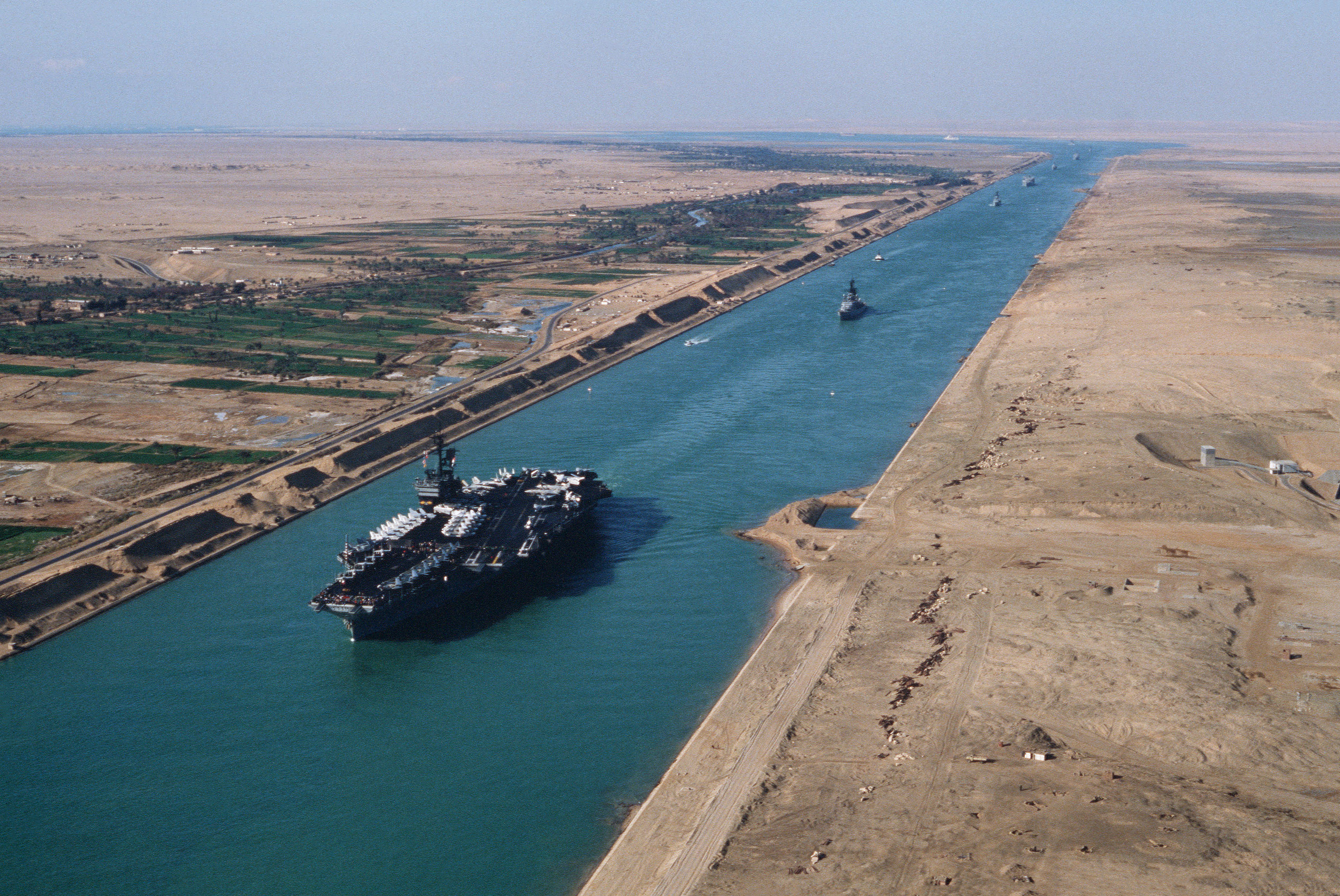
USS America passerar gnom Suezkanalen, 5 maj 1981.
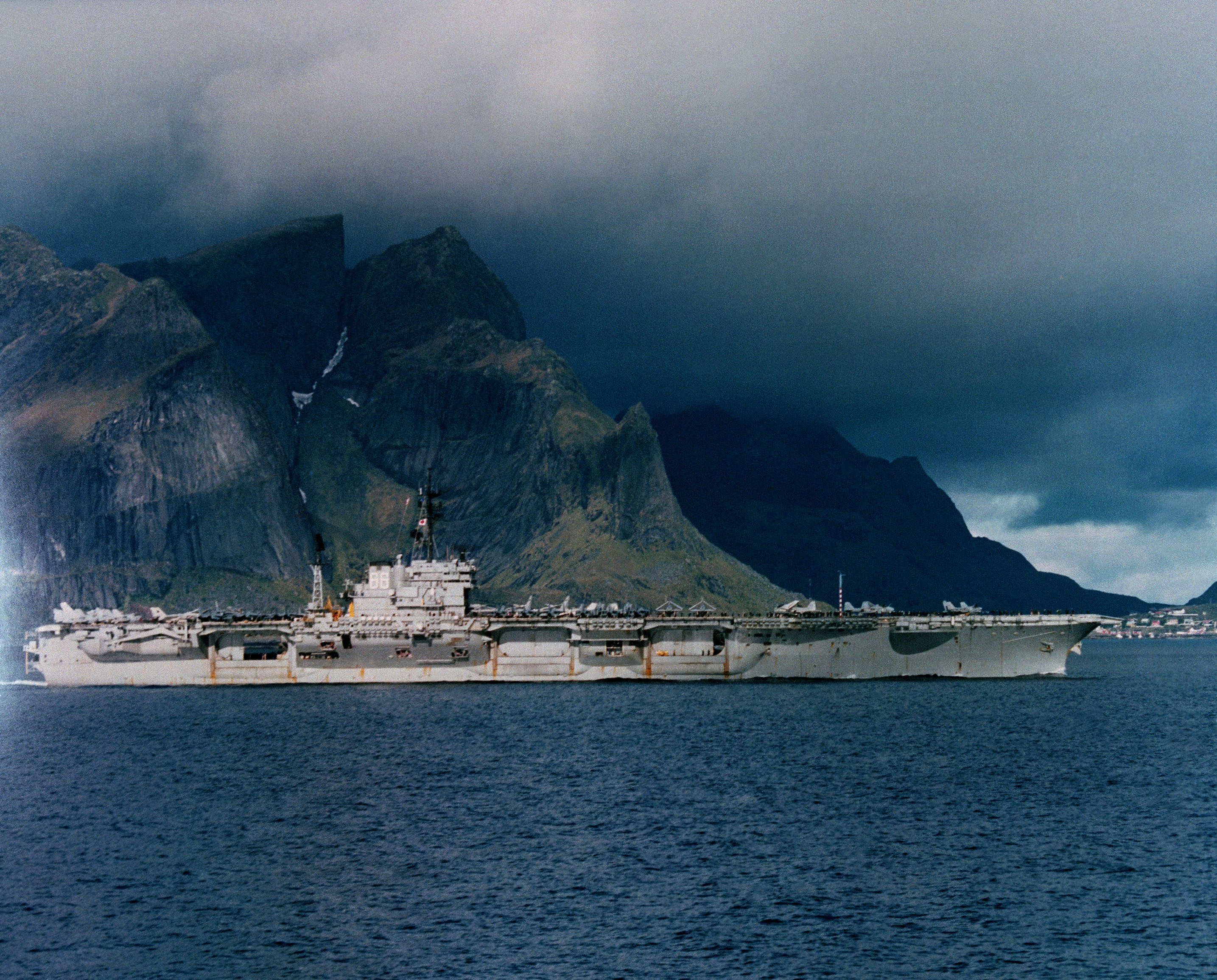
USS America utanför Norges kust i övningen Operation Safari '85.
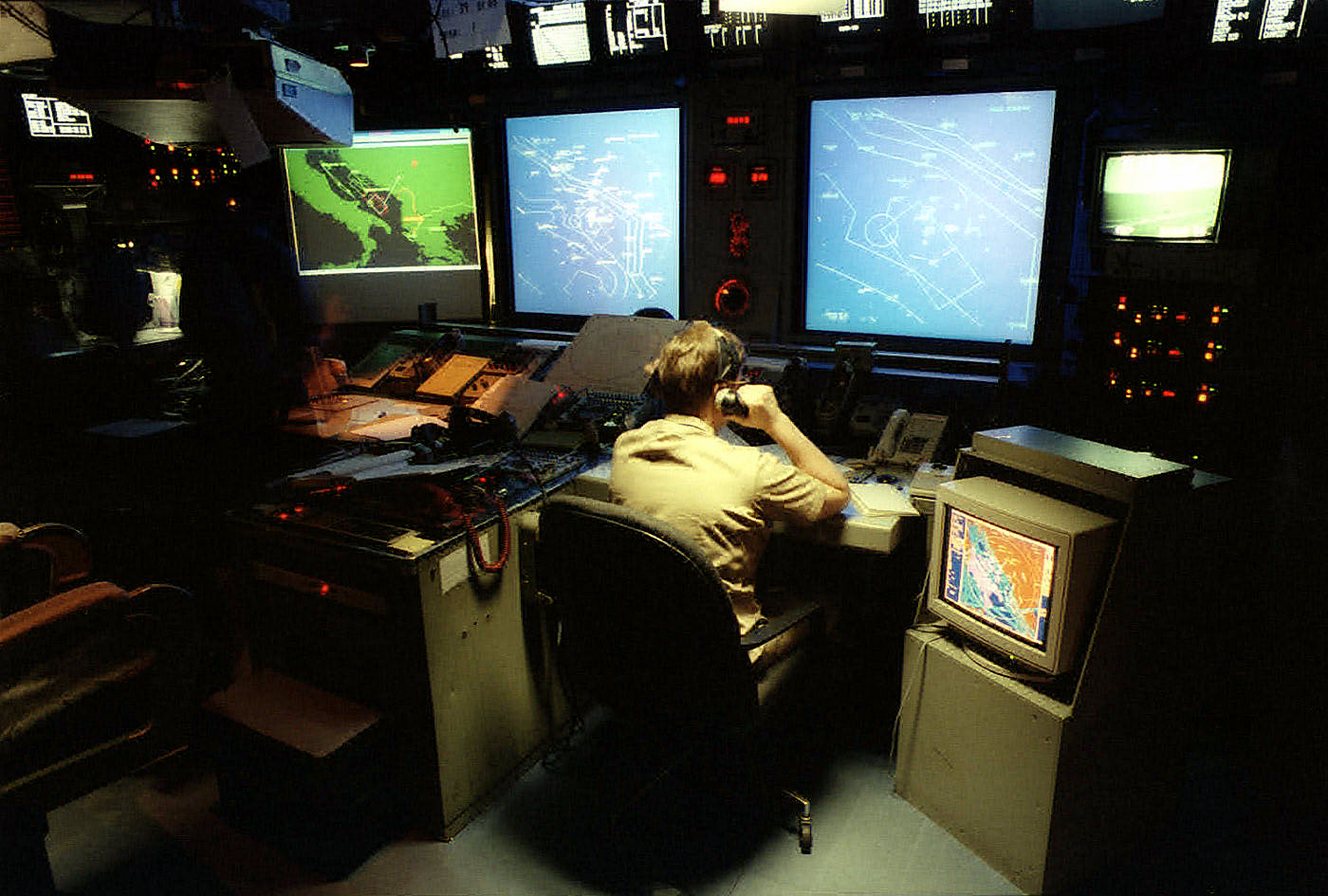
Fartygets stridsledningscentral under 1990-talet.
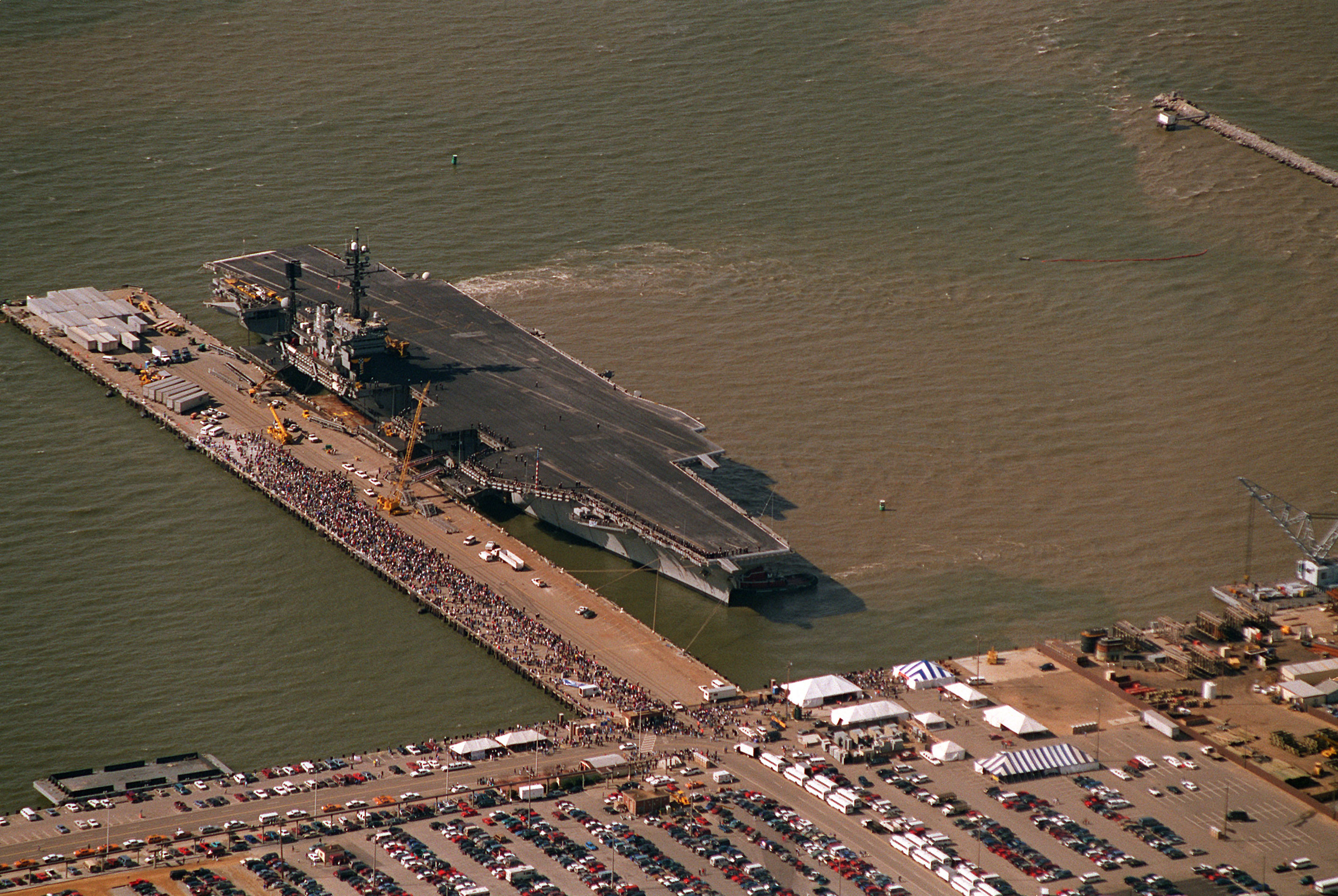
USS America vid kaj i Naval Station Norfolk efter hemkomst, 28 januari 1996
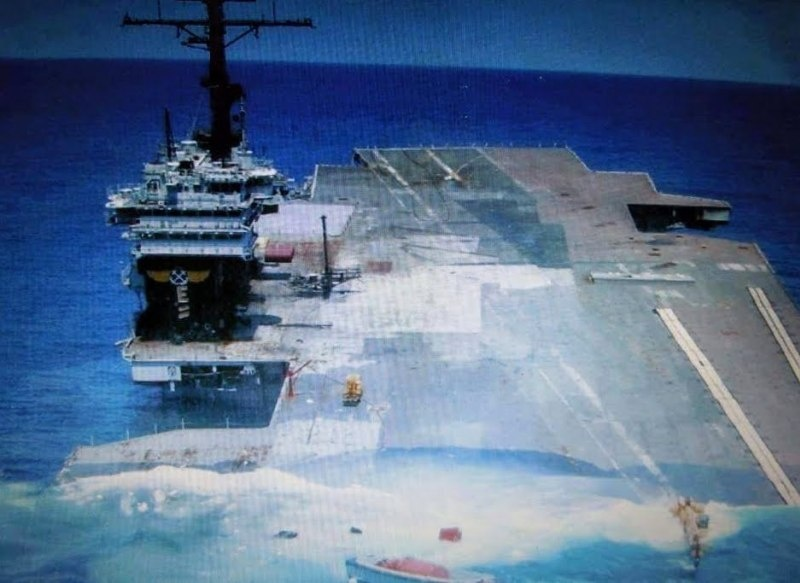
Bild från sänkningen, 14 maj 2005